# André-Félix Narjoux

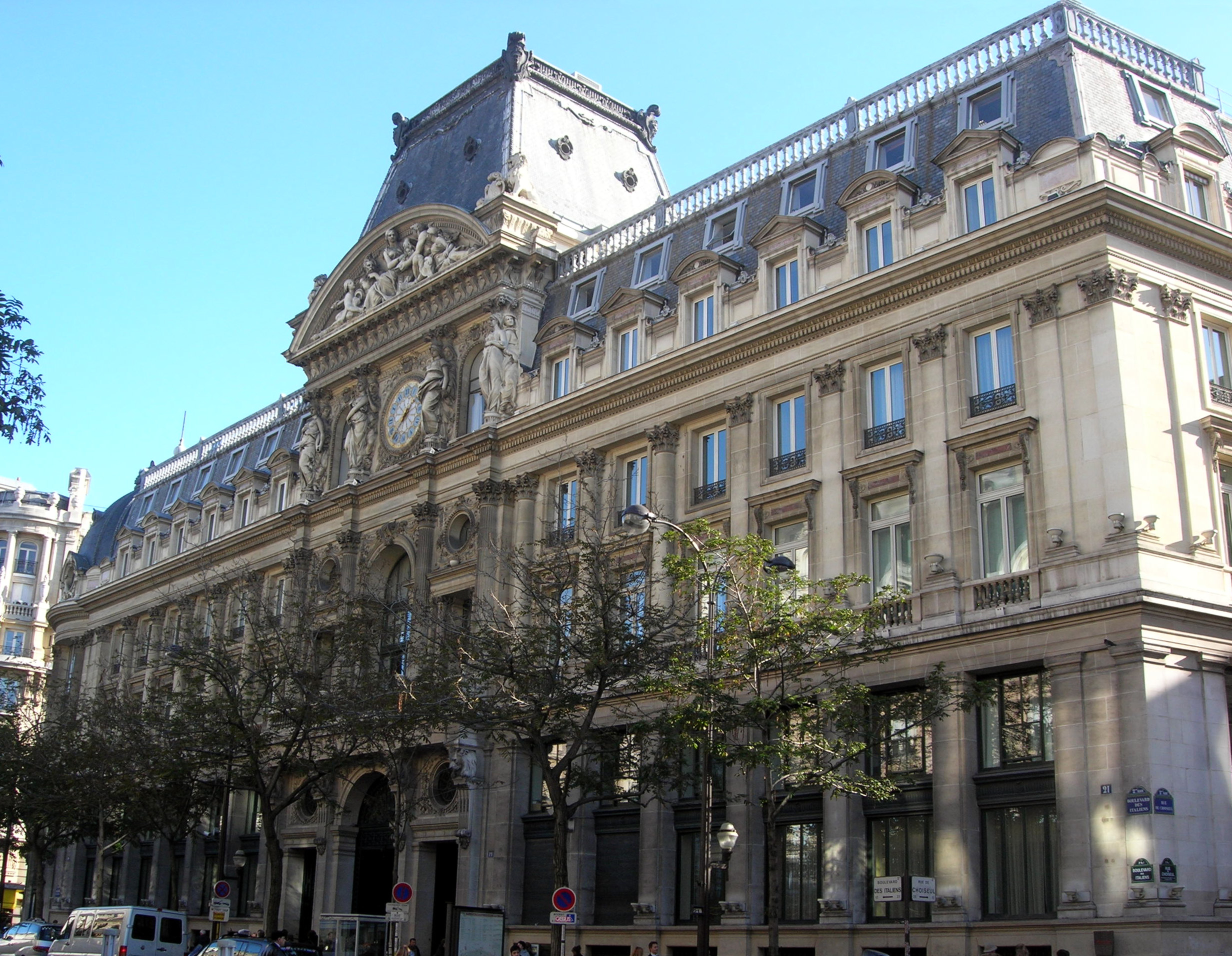
Ehemalige Hauptverwaltung der Bank Crédit Lyonnais am Boulevard des Italiens in Paris

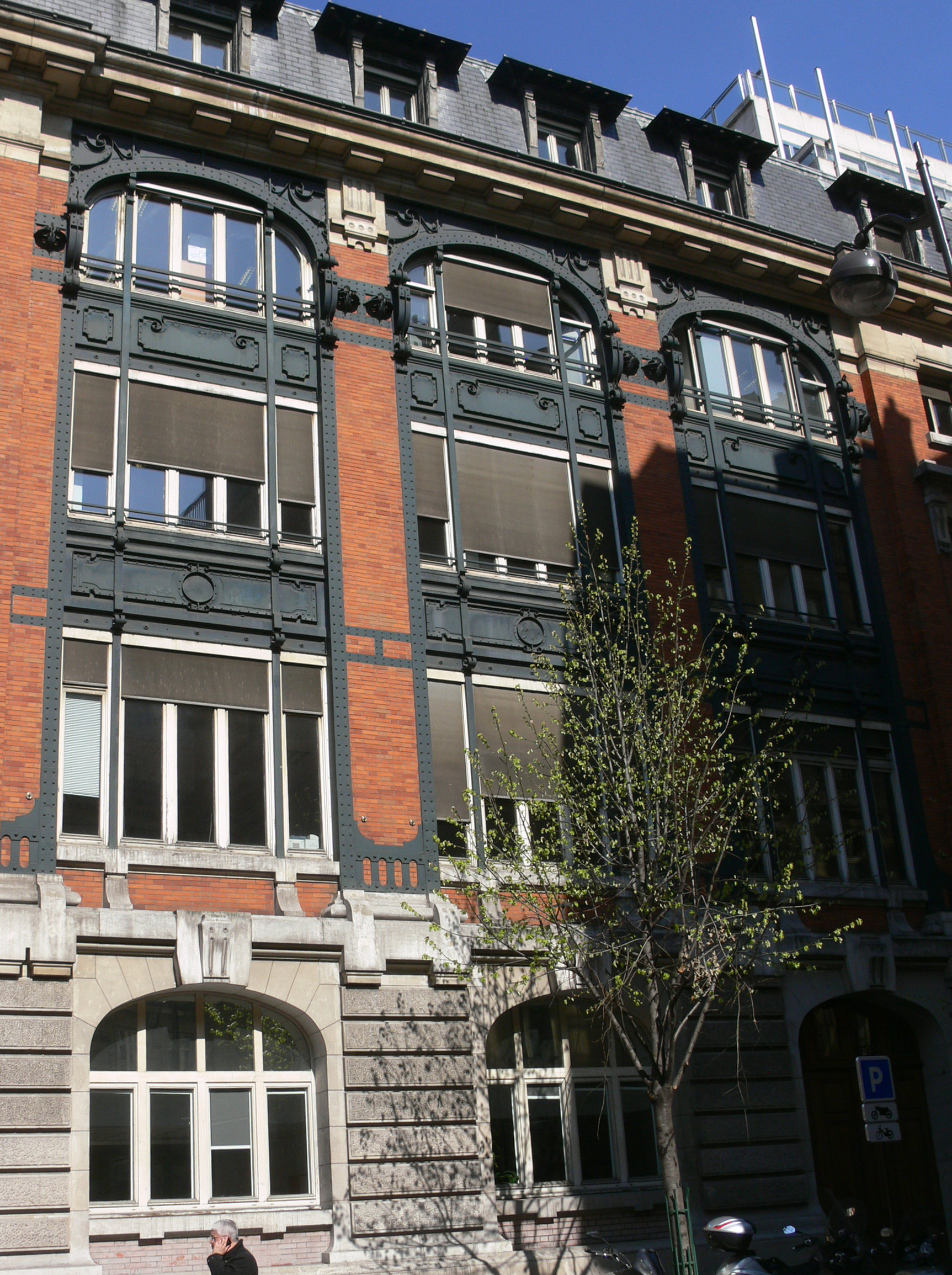
Annexe du siège central du Crédit Lyonnais

André-Félix Narjoux (* 1867; † 1934) war ein französischer Architekt, der vor allem für die Bank Crédit Lyonnais arbeitete.

## Leben
Nach seinem Studium erhielt André-Félix Narjoux im Jahr 1893 den Titel Architecte diplômé par le gouvernement (DPLG). Von 1902 bis zu seinem Tod im Jahr 1934 war er leitender Architekt der Bank Crédit Lyonnais. Er vollendete die Hauptverwaltung der Bank (Siège central du Crédit Lyonnais) am Boulevard des Italiens in Paris und schuf die Pläne für deren Nebengebäude in der Rue Ménars (siehe Annexe du siège central du Crédit Lyonnais).

## Bauwerke (Auswahl)
- Hauptverwaltung der Bank Crédit Lyonnais (Siège central du Crédit Lyonnais) am Boulevard des Italiens in Paris, mit anderen Architekten (Monument historique)
- Annexe du siège central du Crédit Lyonnais (Monument historique)
- Gymnase Jean-Jaurès (Turnhalle), Nr. 87/89 avenue Jean-Jaurès in Paris (Monument historique)
- Im Jahr 1925 Umbauten im Rathaus des 19. Arrondissements von Paris (Monument historique)